# Nuphar lutea
Nuphar lutea é uma espécie de planta com flor pertencente à família Nymphaeaceae. 
A autoridade científica da espécie é (L.) Sm., tendo sido publicada em Florae Graecae Prodromus 1: 361. 1808.

## Portugal
Trata-se de uma espécie presente no território português, nomeadamente os seguintes táxones infraespecíficos:
- Nuphar lutea subsp. lutea - presente em Portugal Continental. Em termos de naturalidade é nativa da região atrás referida. Não se encontra protegida por legislação portuguesa ou da Comunidade Europeia.